# Ljubomir Ganew
Ljubomir Ewtimow Ganew (englische Transkription: Lyubomir Eftimov Ganev, meist jedoch nur Ljubomir Ganew bzw. Lyubomir Ganev, bulgarisch Любомир Евтимов Ганев; * 6. Oktober 1965 in Russe) ist ein ehemaliger bulgarischer Volleyballspieler.

## Erfolge
1986 gewann er mit der bulgarischen Nationalmannschaft bei der Weltmeisterschaft die Bronzemedaille. Zweimal nahm Ganew an Olympischen Spielen teil. 1988 belegte er in Seoul mit der Mannschaft den sechsten Platz, acht Jahre darauf in Atlanta wurde er mit der Mannschaft Siebter. Bei der Volleyball-Weltliga 1994 wurde er als Bester Aufschläger ausgezeichnet.
Ganew wurde mit ZSKA Sofia zwischen 1985 und 1990 fünfmal bulgarischer Meister und dreimal Pokalsieger. Anschließend spielte er bei verschiedenen Vereinen in Italien und Griechenland.